# 葛越
葛越（英語：Isabel Ge Mahe，1973年—）是一位中国女企业家，现任苹果公司副总裁兼大中华区董事总经理。

## 教育经历
葛越在加拿大不列颠哥伦比亚省的西蒙弗雷泽大学学习，于 1997 年获得应用科学学士学位，2000 年获得工程硕士学位，专业均为电气工程。她于 2008 年获得美国加州大学伯克利分校的工商管理硕士学位。

## 职业经历
在加入 Apple 之前，葛越曾担任Palm Inc.无线软件工程副总裁
2008 年，葛越加入苹果，担任无线技术副总裁。 
2017年5月，葛越被任命为董事总经理，负责苹果大中华区业务。 
在《财富》杂志2017 年最具影响力的国际女性排行榜中，葛越排名第 12 位。 

## 个人生活
葛越已婚，育有四个孩子，生活在上海。 